# Granja de Santa Inés
Granja de Santa Inés, Finca de Santa Inés o Soto de Santa Inés es una localidad del municipio de Torres de Berrellén (Aragón, España).

## Historia
Santa Inés muestra restos arqueológicos romanos, incluyendo tanto cerámica como restos de edificaciones. Santa Inés y otros yacimientos vecinos muestran indicios de haber sido explotada como fuente de sal y parte de las rutas fluviales de comercio con Caesar Augusta.
Se han encontrado también hallazgos de época visigoda, si bien la continuidad del poblamiento en la zona en medio de las inestabilidades de finales de época romana es motivo de debate. Es probable que la localidad fuera abandonada a mediados del siglo III durante las revueltas bagaudas.
La zona formaba parte de la ruta que desde Zaragoza marchaban al oeste por la margen izquierda del río Ebro y donde la orografía permitió el establecimiento de varias posiciones defensivas en época medieval, con una cronología igualmente debatida. El castillo medieval de Santa Inés podría datar de finales del siglo XI, cuando Sancho Ramírez establece la fortaleza de El Castellar como base contra Zaragoza. Santa Inés, así como otros castillos y poblados como Pola o la torre de Candespina han sido propuestos como parte de un mismo conjunto de obras de fortificación en las alturas que dominaban esa ruta. La situación avanzada de estos castillos y las noticias posteriores de nuevas poblaciones ordenadas por el hijo de Sancho Ramírez, Alfonso el Batallador, han hecho suponer a algunos historiadores que esta primera fundación sea dudosa o no hubiera fructificado, debiendo ser mejor fechada a principios del siglo XII.
La conquista cristiana de Zaragoza en 1118 acabó pronto con esa condición de frontera. La tenencia de El Castellar, con Santa Inés inclusive, consta en manos de Lope Garcés Peregrino hasta 1134. En los siglos siguientes la zona padeció diversos conflictos internos, cuyo impacto es discutido, si bien Santa Inés consta ya en el siglo XV como soto. Consta como tal su arrendamiento para uso ganadero. A pesar de esta designación, aparecen menciones a población permanente en el soto.
En 1604 dicho soto de Santa Inés fue confiscado al señor de El Castellar, Baltasar Ximénez Cerdán, por impagos, quedando desde entonces vinculada a Torres de Berrellén, pese a estar en orillas del río Ebro opuestas.
En 1858 contaba con cinco habitantes. En época moderna la zona creció en población llegando a contar el núcleo de Santa Inés con escuela, si bien en la actualidad tiene menos de 10 habitantes.

## Demografía
| Gráfica de evolución demográfica de Granja de Santa Inés entre 2000 y 2021       |
|                                                                                  |
| Población según la Población del Padrón Continuo por Unidad Poblacional del INE. |

## Patrimonio
Uno de los principales restos de las anteriores fases de población de la localidad es el castillo de Santa Inés, del que quedan restos de una torre de tapial y piedra, así como de la muralla asociada.